# Somerset County Football League
Somerset County Football League är en engelsk fotbollsliga. Den har fem divisioner och toppdivisionen Premier Division ligger på nivå 11 i det engelska ligasystemet. Ligan är en matarliga till Western Football League Division One och har i sin tur egna matarligor – Bath and North Somerset District Football League, Mid Somerset League, Perry Street and District League, Taunton & District Saturday League, Yeovil and District League och Weston super Mare and District League.

## Mästare
| Säsong  | Premier Division                |
| ------- | ------------------------------- |
| 1986-87 | Robinsons DRG                   |
| 1987-88 | Robinsons DRG                   |
| 1988-89 | Brislington FC                  |
| 1989-90 | Bridgwater Town FC              |
| 1990-91 | Bridgwater Town FC              |
| 1991-92 | Bridgwater Town FC              |
| 1992-93 | Long Sutton                     |
| 1993-94 | Portishead FC                   |
| 1994-95 | Portishead FC                   |
| 1995-96 | Portishead FC                   |
| 1996-97 | Street FC                       |
| 1997-98 | Portishead FC                   |
| 1998-99 | Clevedon United FC              |
| 1999-00 | Shirehampton                    |
| 2000-01 | Shepton Mallet FC               |
| 2001-02 | Brislington FC reserves         |
| 2002-03 | Nailsea United                  |
| 2003-04 | Team Bath FC reserves           |
| 2004-05 | Mangotsfield United FC reserves |
| 2005-06 | Hengrove Athletic FC            |
| 2006-07 | Burnham United                  |
| 2007-08 | Nailsea United                  |
| 2008-09 | Bridgwater Town FC Reserves     |
| 2009-10 | Bridgwater Town FC Reserves     |
| 2010-11 | Shirehampton                    |

### Webbkällor
Den här artikeln är helt eller delvis baserad på material från engelskspråkiga Wikipedia, tidigare version.